# New Franklin (Missouri)
New Franklin est une ville du comté de Howard, dans le Missouri, aux États-Unis,. Située au sud du comté, elle est incorporée en 1835.

## Démographie
Lors du recensement de 2010, la ville comptait une population de 1 089 habitants. Elle est estimée, en 2017, à 1 068 habitants.

### Source de la traduction
- (en) Cet article est partiellement ou en totalité issu de l’article de Wikipédia en anglais intitulé « New Franklin, Missouri » (voir la liste des auteurs).